# Bacalhau à Brás
El bacalhau à Brás es una receta típica portuguesa y forma parte de la Gastronomía de Portugal y de Macao en las que el ingrediente protagonista es el bacalao (bacalhau). Es un plato rápido de hacer y muy popular en casi todo el territorio portugués, siendo una de las recetas con bacalao más famosas de la cocina portuguesa.  En Macao este plato es muy popular entre la gente que procede de Asia debido a sus ingredientes, suele decirse en Macao: Casinos, mulheres e bacalhau à Brás (Casinos, mujeres y bacalao à Brás). 
En algunas partes de Portugal, este plato se encuentra escrito en los menús como bacalhau à Braz, con zeta, debido a que el inventor de la receta, el Senhor Braz, (tabernero del Barrio de las 3000 viviendas, en Lisboa), escribía su apellido con esta grafía antigua (de la misma forma se escribía en idioma portugués Luiz o Luiza). En zonas cercanas a la frontera con Extremadura, pueden encontrarse variedades de este plato con el nombre bacalhau dourado.

## Características
Los ingredientes de este típico plato son el bacalao en salazón (muy típico de la cocina andaluz) que se desala un día antes y el huevo que se hace revuelto junto con unas patatas paja. Cuando se sirve, se suele acompañar de perejil y olivas negras.